# Rina Frank
Rina Frank (ur. 1951 w Hajfie) – izraelska pisarka. Pracowała jako inżynier, specjalistka ds. marketingu i producentka telewizyjna. Jest najpopularniejszą pisarką izraelską swego pokolenia. "Każdy dom potrzebuje balkonu" to jej literacki debiut, który stał się międzynarodowym bestsellerem. W Izraelu, liczącym zaledwie 7 milionów mieszkańców, sprzedano ponad 100 000 egzemplarzy powieści.